# Метростанция „Вардар“
Метростанция „Вардар“ е станция на Софийското метро. Станцията се обслужва от линии М1 и М4 и е въведена в експлоатация на 28 януари 1998 г.

## Местоположение
Метростанцията е разположена на кръстовището между бул. „Царица Йоанна“ и бул. „Вардар“ в кв. „Западен парк“. Ситуирана е под пътното платно на бул. „Царица Йоанна“ от източната страна на пътно-метро тунела през Западния парк. Станцията има 6 вход/изхода – 4 на всеки ъгъл на кръстовището на бул. „Царица Йоанна“ и бул. „Вардар“ и 2 непосредствено преди тунела към ж.к. „Люлин“.
Достъпност до перона е осигурена с асансьор в източния вестибюл, достъпен през вход/изходи от 3 до 6.
| № | Име на вход/изход      | Достъпност |
| - | ---------------------- | ---------- |
| 1 | ул. Булина ливада      |            |
| 2 | ж.к. Гевгелийски       |            |
| 3 | бул. Вардар            |            |
| 4 | ж.к. Илинден           | рампа      |
| 5 | бул. Тодор Александров | рампа      |
| 6 | ж.к. Западен парк      |            |

## Архитектура
Перонът е колонен тип с два реда колони през 6 м в надлъжна и напречна посока и цветни метални пейки в оста. Стените са изпълнени с облицовка от закалени стъкла със ситопечат в тъмен и оранжево-червен цвят, в които са обособени места за реклама. Таванът е бял от плоски метални елементи, а подовата настилка е от керамика тип колормаса. Колоните са облицовани със сиви керамични плочи, аналогични на плочите от подовата настилка и са обкантени с ъглови профили от неръждаема стомана.
Архитектурното оформление е изпълнено по конкурсен проект на арх. Димитър Казаков.

## Връзки с градския транспорт

### Автобусни линии
Метростанция „Вардар“ се обслужва от 2 автобусни линии от дневния градски транспорт и 1 линия от нощния транспорт:
- Автобусни линии от дневния транспорт: 56, 77
- Автобусни линии от нощния транспорт: N1

### Трамвайни линии
Метростанция „Вардар“ се обслужва от 1 трамвайна линия:
- Трамвайни линии: 8